# Coupe des clubs champions européens féminine de handball 1992-1993
Navigation
Coupe des clubs champions 1991-1992 Ligue des champions 1993-1994
La Coupe des clubs champions européens féminin de handball 1992–1993 est la 33e édition de la plus grande compétition européenne des clubs féminins de handball, organisée par l’IHF. Elle s'est tenue du 26 septembre 1992 au 15 mai 1993. 
Le club autrichien de l'Hypo Niederösterreich, tenant du titre, continue sa domination en remportant son quatrième titre en cinq saisons grâce à sa victoire en finale face au club hongrois du Vasas Budapest.

## Participants
Trois clubs ne participent pas à la compétition :
- le Budućnost Podgorica, champion de Yougoslavie, car la Yougoslavie est sous sanction de l'ONU ;
- le Skånela IF, champion de Suède, pour un motif inconnu ;
- le CSKA Sofia, champion de Bulgarie (hu), pour un motif inconnu.

## Résultats

### Tour préliminaire
| Club               | Total  | Club                 | Aller | Retour |
| ------------------ | ------ | -------------------- | ----- | ------ |
| Víkingur Reykjavík | 27–60  | Bækkelagets SK       | 13–30 | 14–30  |
| Kouban Krasnodar   | 38–37  | Olimpija Ljubljana   | 20–21 | 18–16  |
| SL Benfica         | 49–65  | Mar Valencia         | 22–27 | 27–38  |
| PF Cassano Magnago | 41–41E | Start Elbląg         | 23–19 | 18–22  |
| LC Brühl           | 68–21  | Hapoël Rishon LeZion | 32–12 | 36–9   |
| Initia Hasselt     | 28–31  | HV Swift Roermond    | 15–14 | 13–17  |
| GOG Gudme          | 74–35  | FC Kiffen            | 32–16 | 42–19  |
| Spartak Kiev       | 32–37  | Slovan Dusľo Šaľa    | 14–16 | 18–21  |
| HBC Bascharage     | 29–60  | Eglė Vilnius         | 10–30 | 19–30  |
| Enosi Véria        | 43–55  | TMO Ankara           | 24–21 | 19–34  |
| WAT Fünfhaus       | 29–36  | Vasas Budapest       | 17–15 | 12-21  |

Start Elbląg est qualifié selon la règle des buts marqués à l'extérieur (19 vs. 18).

### Huitièmes de finale
| Club                  | Total  | Club                | Aller | Retour |
| --------------------- | ------ | ------------------- | ----- | ------ |
| Hypo Niederösterreich | 70–32  | Universitatea Bacău | 36–16 | 34–31  |
| Kouban Krasnodar      | 33–39  | Bækkelagets SK      | 17–19 | 16–20  |
| Mar Valencia          | 49–38  | Lokomotiva Zagreb   | 28–15 | 21-23  |
| Start Elbląg          | 38E–38 | LC Brühl            | 21–13 | 17–25  |
| GOG Gudme             | 34E–34 | HV Swift Roermond   | 18–15 | 16–19  |
| TuS Walle Brême       | 39–29  | Slovan Dusľo Šaľa   | 21–13 | 18–16  |
| USM Gagny             | 46–43  | Eglė Vilnius        | 26–20 | 20–23  |
| Vasas Budapest        | 45–32  | TMO Ankara          | 26–14 | 19–18  |

Le GOG Gudme et le Start Elbląg sont qualifiés selon la règle des buts marqués à l'extérieur (16 vs. 15 et 17 vs. 13 respectivement).

### Quarts de finale
| Club            | Total | Club                  | Aller | Retour |
| --------------- | ----- | --------------------- | ----- | ------ |
| TuS Walle Brême | 36–36 | GOG Gudme             | 19–12 | 17–24  |
| Vasas Budapest  | 46–39 | USM Gagny             | 25–21 | 21–18  |
| Bækkelagets SK  | 36–59 | Hypo Niederösterreich | 20–22 | 16–37  |
| Start Elbląg    | 33–42 | Mar Valencia          | 17–21 | 16–31  |

Parmi les résultats, l'USM Gagny de Christelle Marchand est battu à l'aller (21-25) en Hongrie et également au retour au Palais omnisports de Paris-Bercy (18-21).

### Demi-finales
| Club                  | Total | Club           | Aller | Retour |
| --------------------- | ----- | -------------- | ----- | ------ |
| TuS Walle Brême       | 31–36 | Vasas Budapest | 13–14 | 18–22  |
| Hypo Niederösterreich | 49–31 | Mar Valencia   | 26–14 | 23–17  |

### Finale
| Club           | Total | Club                  | Aller | Retour |
| -------------- | ----- | --------------------- | ----- | ------ |
| Vasas Budapest | 25–40 | Hypo Niederösterreich | 14–17 | 11–23  |

## Les championnes d'Europe
| Champion d'Europe - Coupe des clubs champions féminine 1992–1993 Hypo Niederösterreich 4e titre |

L'effectif de l'Hypo Niederösterreich était notamment composé de :
- / Stanka Božović
- / Tatjana Dschandschgawa (GB)
- / Ausra Fridrikas
- Mia Hermansson-Högdahl
- Leona Kloud
- / Edit Matei (Török) (en)
- Jasna Merdan-Kolar
- Iris Morhammer (es)
- Karin Prokop (de)
- / Mariann Rácz (GB)
- Natalia Rusnachenko (GB)
- Barbara Strass (en)
- Liliana Topea (en)

Entraîneur
- Gunnar Prokop